# James K. Woolnough

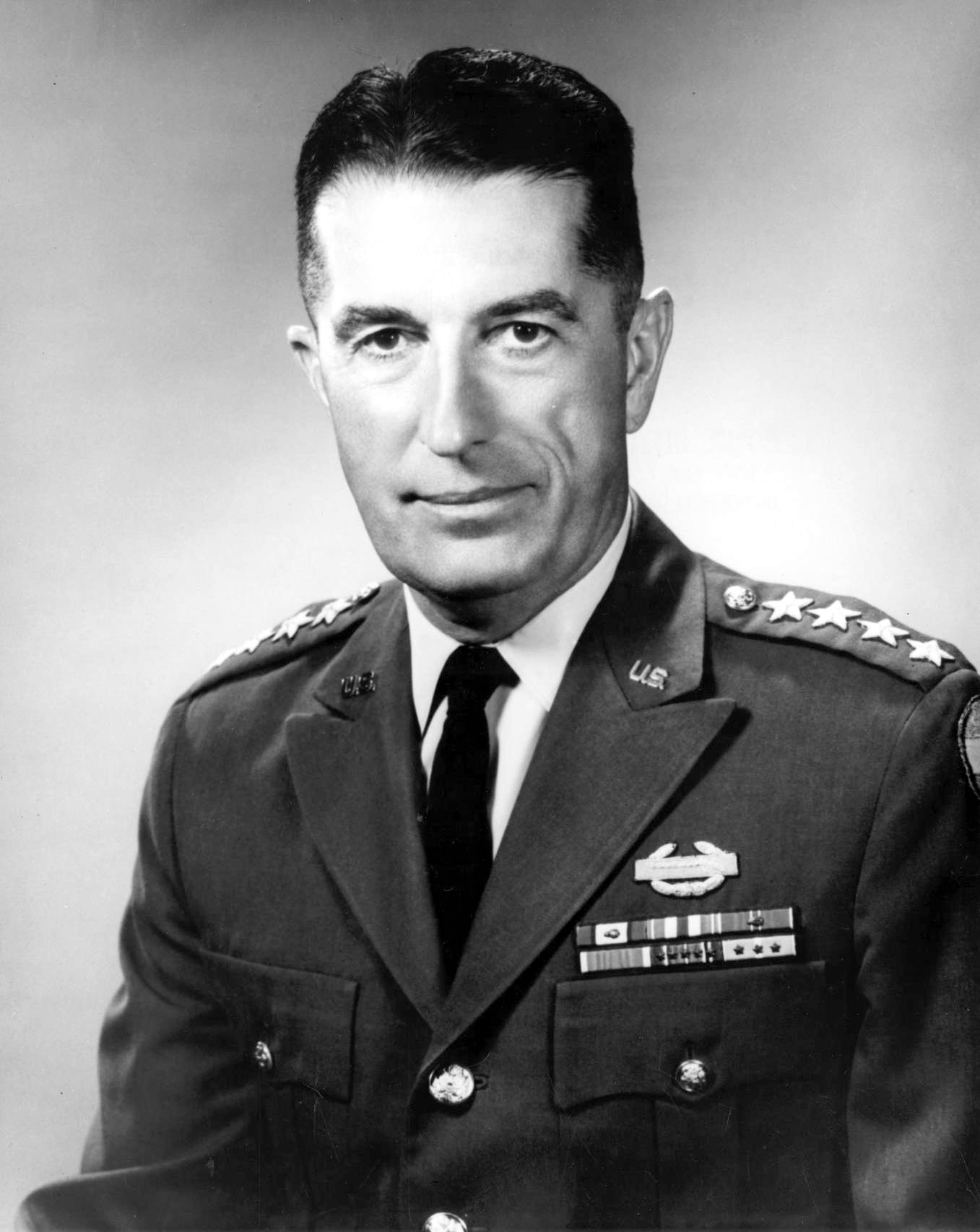
James K. Woolnough (2016)

James Karrick Woolnough (* 24. Oktober 1910 auf der Insel Mindanao, Philippinen; † 30. Mai 1996 in Washington, D.C.) war ein General der United States Army. Er war unter anderem Kommandeur der 1. Kavalleriedivision und des Continental Army Commands, eines Vorgängerkommandos des späteren United States Army Forces Command.
James Woolnough war ein Sohn von James Barton Woolnough (1879–1958) und dessen Frau Elsie Newkirk Kopper (1883–1965). Der Vater brachte es im US-Heer bis zum Oberst und war unter anderem während des Ersten Weltkriegs eingesetzt. Zum Zeitpunkt der Geburt seines Sohnes war er auf den Philippinen stationiert.
Der jüngere Woolnough besuchte die Schulen an den jeweiligen Standorten, an denen sein Vater gerade stationiert war. In den Jahren 1928 bis 1932 durchlief er die United States Military Academy in West Point. Nach seiner Graduation wurde er als Leutnant der Infanterie zugeteilt. In der Armee durchlief er anschließend alle Offiziersränge vom Leutnant bis zum Vier-Sterne-General.
Im Lauf seiner militärischen Karriere absolvierte Woolnough verschiedene Kurse und Schulungen. Dazu gehörten unter anderem die United States Army Infantry School und das National War College.
In seinen jüngeren Jahren absolvierte er den für Offiziere in den niederen Rangstufen üblichen Dienst in verschiedenen Einheiten und Standorten. Zwischenzeitlich war er auch als Dozent an der Militärakademie in West Point tätig. Von seinen 38 Jahren im Offiziersdienst des US-Heeres verbrachte er 18 als Stabsoffizier in unterschiedlichen Funktionen im Pentagon.
Zum Zeitpunkt des amerikanischen Eintritts in den Zweiten Weltkrieg unterrichtete Woolnough an der Militärakademie in West Point das Fach Mathematik. Im weiteren Verlauf des Krieges wurde er Einheiten der 1. Infanteriedivision zugeteilt. Nach der Landung der Alliierten in der Normandie wurde er noch im Juni 1944 Stabsoffizier im 16. Infanterieregiment, das ebenfalls der 1. Infanteriedivision unterstand. Zusammen mit anderen Einheiten drang die 1. Division über Nordfrankreich in Richtung Deutschland vor. Im Dezember 1944 wurde er Kommandeur des 393. Infanterieregiments das zur 99. Infanteriedivision gehörte. Damals war er auch an der Abwehr der deutschen Ardennenoffensive beteiligt. In der Folge nahm Woolnough mit seinem Regiment bis zum Ende des Krieges am Vormarsch nach Deutschland teil. Sein Regiment verhinderte die Sprengung der Ludendorff-Brücke bei Remagen und sicherte damit die alliierte Rheinüberquerung über diese Brücke.
Nach einigen zwischenzeitlich anderen Verwendungen wurde er ab September 1950 für einige Zeit im Koreakrieg eingesetzt, wo er unter anderem das 7. Kavallerieregiment kommandierte. Anschließend absolvierte er das National War College. Danach war er für einige Zeit Stabsoffizier bei der Task Force Seven auf dem Atoll Eniwetok, das von den Amerikanern als Atomwaffentestgebiet genutzt wurde. Nach weiteren Aufgaben als Stabsoffizier erhielt James Woolnough im Juli 1961 das Kommando über die 1. Kavalleriedivision, die in Südkorea stationiert war und die Kontrolle über die dortige Demilitarisierte Zone ausübte. Er behielt dieses Kommando bis zum September 1962. Wenig später wurde er nach Hawaii versetzt, wo er stellvertretender Kommandeur und Stabschef der damaligen US Army, Pacific in Fort Shafter wurde. Daran schlossen sich weitere Generalstabsaufgaben in Washington D.C. an. Unter anderem leitete er die Stabsabteilung  G1 für Personal im Heeresministerium. Zwischen 1967 und 1970 kommandierte Woolnough inzwischen als Vier-Sterne-General das Continental Army Command. Danach schied er aus dem aktiven Militärdienst aus.
Er verbrachte seinen Lebensabend in Arlington in Virginia und starb am 30. Mai 1996 im Walter Reed Army Medical Center in Washington D.C., das nicht mit dem Walter-Reed-Militärkrankenhaus in Bethesda in Maryland zu verwechseln ist. James Woolnough fand seine letzte Ruhe auf dem amerikanischen Nationalfriedhof Arlington.

## Orden und Auszeichnungen
James Woolnough erhielt im Lauf seiner militärischen Laufbahn unter anderem folgende Auszeichnungen:
- Army Distinguished Service Medal
- Silver Star
- Bronze Star Medal
- Purple Heart